# Bangor (Michigan)
Pour les articles homonymes, voir Bangor.
Bangor est une cité du comté de Van Buren, dans l'État du Michigan, aux États-Unis.